# Coupe du monde de VTT 2016
Navigation
2015 2017
La Coupe du monde de VTT 2016 est la 26e édition de la Coupe du monde de VTT. Cette édition comprend deux disciplines : cross-country et descente. Le cross-country comporte six manches et la descente sept.

## Programme
| # | Pays            | Ville            | Date          | Cross-country | Descente |
| - | --------------- | ---------------- | ------------- | ------------- | -------- |
| 1 | France          | Lourdes          | 9-10 avril    |               | •        |
| 2 | Australie       | Cairns           | 23-24 avril   | •             | •        |
| 3 | Allemagne       | Albstadt         | 21-22 mai     | •             |          |
| 4 | France          | La Bresse        | 28-29 mai     | •             |          |
| 5 | Grande-Bretagne | Fort William     | 4-5 juin      |               | •        |
| 6 | Autriche        | Leogang          | 11-12 juin    |               | •        |
| 7 | Suisse          | Lenzerheide      | 9-10 juillet  | •             | •        |
| 8 | Canada          | Mont-Sainte-Anne | 6-7 août      | •             | •        |
| 9 | Andorre         | Vallnord         | 3-4 septembre | •             | •        |

## Cross-country

### Hommes

#### Élites
| # | Date        | Lieu              | Vainqueur       | Deuxième        | Troisième         | Leader du général |
| - | ----------- | ----------------- | --------------- | --------------- | ----------------- | ----------------- |
| 1 | 24 avril    | Cairns,           | Nino Schurter   | Maxime Marotte  | Julien Absalon    | Nino Schurter     |
| 1 | 24 avril    | Cairns,           | 1 h 27 min 44 s | + 3 s           | + 27 s            | Nino Schurter     |
| 2 | 22 mai      | Albstadt          | Nino Schurter   | Julien Absalon  | Maxime Marotte    | Nino Schurter     |
| 2 | 22 mai      | Albstadt          | 1 h 28 min 38 s | m.t.            | + 55 s            | Nino Schurter     |
| 3 | 29 mai      | La Bresse,        | Julien Absalon  | Maxime Marotte  | Victor Koretzky   | Nino Schurter     |
| 3 | 29 mai      | La Bresse,        | 1 h 26 min 38 s | + 1 min 00 s    | + 1 min 24 s      | Nino Schurter     |
| 4 | 10 juillet  | Lenzerheide       | Nino Schurter   | Julien Absalon  | Maxime Marotte    | Nino Schurter     |
| 4 | 10 juillet  | Lenzerheide       | 1 h 27 min 26 s | + 27 s          | + 45 s            | Nino Schurter     |
| 5 | 7 août      | Mont-Sainte-Anne, | Julien Absalon  | Victor Koretzky | Mathias Flückiger | Julien Absalon    |
| 5 | 7 août      | Mont-Sainte-Anne, | 1 h 29 min 37 s | + 44 s          | + 52 s            | Julien Absalon    |
| 6 | 4 septembre | Vallnord          | Julien Absalon  | Ondrej Cink     | Pablo Rodríguez   | Julien Absalon    |
| 6 | 4 septembre | Vallnord          | 1 h 26 min 08 s | + 43 s          | + 55 s            | Julien Absalon    |

| Pos | Cycliste            | Pts  |
| --- | ------------------- | ---- |
| 1.  | Julien Absalon      | 1310 |
| 2.  | Nino Schurter       | 980  |
| 3.  | Maxime Marotte      | 948  |
| 4.  | Victor Koretzky     | 596  |
| 5.  | Mathias Flückiger   | 563  |
| 6.  | Matthias Stirnemann | 550  |
| 7.  | Jordan Sarrou       | 541  |
| 8.  | David Valero        | 538  |
| 9.  | Ondrej Cink         | 525  |
| 10. | Florian Vogel       | 490  |

#### Espoirs
| # | Date        | Lieu             | Vainqueur       | Deuxième          | Troisième       | Leader du général |
| - | ----------- | ---------------- | --------------- | ----------------- | --------------- | ----------------- |
| 1 | 24 avril    | Cairns           | Samuel Gaze     | Romain Seigle     | Titouan Carod   | Samuel Gaze       |
| 2 | 22 mai      | Albstadt         | Samuel Gaze     | Titouan Carod     | Marcel Guerrini | Samuel Gaze       |
| 3 | 29 mai      | La Bresse        | Titouan Carod   | Romain Seigle     | Samuel Gaze     | Samuel Gaze       |
| 4 | 10 juillet  | Lenzerheide      | Titouan Carod   | Simon Andreassen  | Samuel Gaze     | Titouan Carod     |
| 5 | 7 août      | Mont-Sainte-Anne | Titouan Carod   | Antoine Bouqueret | Lukas Baum      | Titouan Carod     |
| 6 | 4 septembre | Vallnord         | Marcel Guerrini | Simon Andreassen  | Titouan Carod   | Titouan Carod     |

| Pos | Coureur            | Pts |
| --- | ------------------ | --- |
| 1.  | Titouan Carod      | 460 |
| 2.  | Samuel Gaze        | 300 |
| 3.  | Marcel Guerrini    | 235 |
| 4.  | Simon Andreassen   | 230 |
| 5.  | Antoine Bouqueret  | 198 |
| 6.  | Romain Seigle      | 185 |
| 7.  | Andri Frischknecht | 151 |
| 8.  | Milan Vader        | 140 |
| 9.  | Sebastian Fini     | 123 |
| 10. | Maximilian Brandl  | 107 |

### Femmes

#### Élites
| # | Date        | Lieu             | Vainqueur         | Deuxième          | Troisième         | Leader du général |
| - | ----------- | ---------------- | ----------------- | ----------------- | ----------------- | ----------------- |
| 1 | 24 avril    | Cairns           | Annika Langvad    | Linda Indergand   | Rebecca Henderson | Annika Langvad    |
| 2 | 22 mai      | Albstadt         | Annika Langvad    | Jenny Rissveds    | Catharine Pendrel | Annika Langvad    |
| 3 | 29 mai      | La Bresse        | Jolanda Neff      | Catharine Pendrel | Emily Batty       | Annika Langvad    |
| 4 | 10 juillet  | Lenzerheide      | Jenny Rissveds    | Annika Langvad    | Jolanda Neff      | Annika Langvad    |
| 5 | 7 août      | Mont-Sainte-Anne | Catharine Pendrel | Gunn-Rita Dahle   | Emily Batty       | Annika Langvad    |
| 6 | 4 septembre | Vallnord         | Jolanda Neff      | Gunn-Rita Dahle   | Catharine Pendrel | Catharine Pendrel |

| Pos | Coureuse          | Pts  |
| --- | ----------------- | ---- |
| 1.  | Catharine Pendrel | 1030 |
| 2.  | Annika Langvad    | 1006 |
| 3.  | Emily Batty       | 710  |
| 4.  | Jenny Rissveds    | 700  |
| 5.  | Gunn-Rita Dahle   | 694  |
| 6.  | Jolanda Neff      | 660  |
| 7.  | Kateřina Nash     | 630  |
| 8.  | Linda Indergand   | 583  |
| 9.  | Rebecca Henderson | 561  |
| 10. | Lea Davison       | 523  |

#### Espoirs
| # | Date        | Lieu             | Vainqueur     | Deuxième         | Troisième       | Leader du général |
| - | ----------- | ---------------- | ------------- | ---------------- | --------------- | ----------------- |
| 1 | 24 avril    | Cairns           | Kate Courtney | Catherine Fleury | Olga Terentyeva | Kate Courtney     |
| 2 | 22 mai      | Albstadt         | Sina Frei     | Evie Richards    | Anne Tauber     | Kate Courtney     |
| 3 | 28 mai      | La Bresse        | Sina Frei     | Evie Richards    | Anne Tauber     | Sina Frei         |
| 4 | 10 juillet  | Lenzerheide      | Sina Frei     | Kate Courtney    | Anne Tauber     | Sina Frei         |
| 5 | 7 août      | Mont-Sainte-Anne | Sina Frei     | Anne Tauber      | Chiara Teocchi  | Sina Frei         |
| 6 | 4 septembre | Vallnord         | Sina Frei     | Anne Tauber      | Nicole Koller   | Sina Frei         |

| Pos | Coureuse         | Pts |
| --- | ---------------- | --- |
| 1.  | Sina Frei        | 450 |
| 2.  | Kate Courtney    | 330 |
| 3.  | Anne Tauber      | 320 |
| 4.  | Evie Richards    | 191 |
| 5.  | Nicole Koller    | 187 |
| 6.  | Ramona Forchini  | 146 |
| 7.  | Chiara Teocchi   | 140 |
| 8.  | Catherine Fleury | 110 |
| 9.  | Léna Gérault     | 108 |
| 10. | Andrea Waldis    | 101 |

## Descente

### Hommes

#### Élites
| # | Date        | Lieu             | Vainqueur    | Deuxième      | Troisième      | Leader du général |
| - | ----------- | ---------------- | ------------ | ------------- | -------------- | ----------------- |
| 1 | 10 avril    | Lourdes          | Aaron Gwin   | Steve Smith   | Danny Hart     | Aaron Gwin        |
| 2 | 23 avril    | Cairns           | Loïc Bruni   | Troy Brosnan  | Michael Hannah | Aaron Gwin        |
| 3 | 5 juin      | Fort William     | Greg Minnaar | Aaron Gwin    | Danny Hart     | Aaron Gwin        |
| 4 | 12 juin     | Leogang          | Aaron Gwin   | Loris Vergier | Troy Brosnan   | Aaron Gwin        |
| 5 | 9 juillet   | Lenzerheide      | Danny Hart   | Aaron Gwin    | Greg Minnaar   | Aaron Gwin        |
| 6 | 6 août      | Mont-Sainte-Anne | Danny Hart   | Aaron Gwin    | Loïc Bruni     | Aaron Gwin        |
| 7 | 3 septembre | Vallnord         | Danny Hart   | Greg Minnaar  | Loïc Bruni     | Aaron Gwin        |

| Pos | Coureur       | Pts  |
| --- | ------------- | ---- |
| 1.  | Aaron Gwin    | 1252 |
| 2.  | Danny Hart    | 1226 |
| 3.  | Troy Brosnan  | 1031 |
| 4.  | Greg Minnaar  | 927  |
| 5.  | Connor Fearon | 664  |
| 6.  | Loïc Bruni    | 638  |
| 7.  | Loris Vergier | 613  |
| 8.  | Rémi Thirion  | 566  |
| 9.  | Luca Shaw     | 546  |
| 10. | Adam Brayton  | 531  |

#### Juniors
| # | Date        | Lieu             | Vainqueur   | Deuxième     | Troisième          | Leader du général |
| - | ----------- | ---------------- | ----------- | ------------ | ------------------ | ----------------- |
| 1 | 10 avril    | Lourdes          | Finn Iles   | Matt Walker  | Nikolas Nestoroff  | Finn Iles         |
| 2 | 23 avril    | Cairns           | Matt Walker | Remy Morton  | Harry Bush         | Matt Walker       |
| 3 | 5 juin      | Fort William     | Finn Iles   | Gaëtan Vigé  | Jackson Frew       | Finn Iles         |
| 4 | 12 juin     | Leogang          | Gaëtan Vigé | Finn Iles    | Sylvain Cougoureux | Finn Iles         |
| 5 | 9 juillet   | Lenzerheide      | Finn Iles   | Elliott Heap | Gaëtan Vigé        | Finn Iles         |
| 6 | 6 août      | Mont-Sainte-Anne | Gaëtan Vigé | Finn Iles    | Elliott Heap       | Finn Iles         |
| 7 | 3 septembre | Vallnord         | Gaëtan Vigé | Finn Iles    | Elliott Heap       | Finn Iles         |

| Pos | Coureur           | Pts |
| --- | ----------------- | --- |
| 1.  | Finn Iles         | 300 |
| 2.  | Gaëtan Vigé       | 285 |
| 3.  | Elliott Heap      | 170 |
| 4.  | Matt Walker       | 120 |
| 5.  | Nikolas Nestoroff | 111 |

### Femmes
| # | Date        | Lieu             | Vainqueur       | Deuxième        | Troisième       | Leader du général |
| - | ----------- | ---------------- | --------------- | --------------- | --------------- | ----------------- |
| 1 | 10 avril    | Lourdes          | Rachel Atherton | Tahnée Seagrave | Manon Carpenter | Rachel Atherton   |
| 2 | 23 avril    | Cairns           | Rachel Atherton | Tracey Hannah   | Manon Carpenter | Rachel Atherton   |
| 3 | 5 juin      | Fort William     | Rachel Atherton | Tracey Hannah   | Manon Carpenter | Rachel Atherton   |
| 4 | 12 juin     | Leogang          | Rachel Atherton | Tahnée Seagrave | Miranda Miller  | Rachel Atherton   |
| 5 | 9 juillet   | Lenzerheide      | Rachel Atherton | Tahnée Seagrave | Myriam Nicole   | Rachel Atherton   |
| 6 | 6 août      | Mont-Sainte-Anne | Rachel Atherton | Tracey Hannah   | Tahnée Seagrave | Rachel Atherton   |
| 7 | 3 septembre | Vallnord         | Rachel Atherton | Tracey Hannah   | Myriam Nicole   | Rachel Atherton   |

| Pos | Coureuse            | Pts  |
| --- | ------------------- | ---- |
| 1.  | Rachel Atherton     | 1700 |
| 2.  | Manon Carpenter     | 1140 |
| 3.  | Tracey Hannah       | 1130 |
| 4.  | Tahnée Seagrave     | 1015 |
| 5.  | Emilie Siegenthaler | 630  |
| 6.  | Morgane Charre      | 590  |
| 7.  | Marine Cabirou      | 494  |
| 8.  | Eleonora Farina     | 442  |
| 9.  | Carina Cappellari   | 389  |
| 10. | Miranda Miller      | 387  |